# Бондаренко, Алексей Сидорович
Алексей Сидорович Бондаренко (23 марта 1922, Ново-Берёзово, Курская губерния — 14 февраля 2003) — советский журналист, краевед, общественный деятель. Почётный гражданин Новомосковска (1997).

## Биография
Алексей Бондаренко родился 23 марта 1922 года в селе Ново-Берёзовка Ракитянской волости Грайворонского уезда Курской губернии (сейчас в Ракитянском районе Белгородской области).

### Ранние годы и учёба
В 1933 году вместе с семьёй переехал в село Товарково Товарковского района Тульского округа Московской области, где его отец стал шахтёром-забойщиком.
В 1937 году окончил Товарковскую рудничную образцовую школу. 16 июня 1941 года с отличием окончил Сталиногорский химико-механический техникум по специальности «техник-технолог связанного азота». Во время учёбы редактировал стенгазету техникума, был членом профсоюзного комитета.
Ещё будучи учащимся техникума, начал журналистскую карьеру: в 1940 году Бондаренко стал сотрудником отдела рабочих писем газеты «Сталиногорская правда» (сейчас «Новомосковская правда»), в которой публиковались его материалы. В июне 1941 года получил предложение заведовать отделом рабочих писем.

### Военный период
Участвовал в Великой Отечественной войне. 23 июня 1941 года был призван в Красную армию и направлен в Калининское военное училище. С мая 1942 года военный техник второго ранга Бондаренко служил в 10-й армии Западного фронта. В сентябре был назначен начальником химической службы отдельного батальона 330-й стрелковой дивизии.
Весной 1943 года возглавил химическую службу 633-го стрелкового полка 157-й стрелковой дивизии, с которой отправился на фронт. Уже осенью 1943 года проявил себя в боях, был ранен осколком мины, а в феврале 1944 года организовал отвлекающую дымовую завесу, которая помогла красноармейцам с минимальными потерями выполнить боевую задачу.
В августе 1944 года в бою в Восточной Пруссии был вновь ранен. После лечения в госпитале служил командиром отдельной гвардейской роты химической защиты 11-й стрелковой дивизии.

### Журналистская и общественная деятельность
После демобилизации вернулся к журналистской работе. До 1947 года был корреспондентом и фотокорреспондентом газеты «Красноармейская правда» в городе Тапиау (сейчас Гвардейск), после чего вернулся в Сталиногорск (сейчас Новомосковск). В 1947—1956 годах работал в подмосковной газете «Московская кочегарка», где был литературным сотрудником, заведовал отделами культуры и быта, информации, был редакционным парторгом.
В 1957 году стал членом Союза журналистов СССР. Тогда же занял пост главного редактора районной газеты «Сталиногорская правда», на котором проработал до 1983 года. Под руководством Бондаренко газета стала более успешной, тираж увеличился до 30 тысяч экземпляров.
Параллельно журналистской работе занимался общественной деятельностью. По инициативе Бондаренко в 1966 году был открыт музей истории Новомосковска и городской шахматный клуб. Руководил местными отделениями Международной ассоциации фондов мира и Советского комитета защиты мира.
В течение 25 лет был депутатом Новомосковского городского Совета народных депутатов.
Занимался краеведческой работой, написал ряд статей о Новомосковске и книги «Сталиногорск», «Новомосковск», «Золотое руно».
Был награждён орденами Красной Звезды, Отечественной войны II степени (1985), медалями, в том числе «За победу над Германией в Великой Отечественной войне 1941—1945 гг.» (9 мая 1945), «За взятие Кёнигсберга» (9 июня 1945).
Заслуженный работник культуры РСФСР (1977).
В марте 1997 года был удостоен звания почётного гражданина Новомосковска.
Умер 14 февраля 2003 года. Похоронен в Новомосковске.

## Память
В октябре 2007 года Новомосковске на доме 32 по ул. Трудовые резервы, где в 1937—2003 годах жил и работал Алексей Бондаренко, установлена мемориальная доска.
Именем Алексея Бондаренко названа улица в микрорайоне Залесный в восточной части Новомосковска.
26 апреля 2017 года в Новомосковской центральной городской библиотеке состоялся вечер памяти, приуроченный к 95-летию со дня рождения Алексея Бондаренко.
В 2020 году в Новомосковском историко-художественном музее была организована мини-выставка и виртуальная экскурсия «Человек. Судьба. Личность», посвящённая Алексею Бондаренко.